# Admington
Admington – wieś w Anglii, w hrabstwie Warwickshire, w dystrykcie Stratford-on-Avon. Leży 21 km na południowy zachód od miasta Warwick i 128 km na północny zachód od Londynu. W 2001 miejscowość liczyła 100 mieszkańców.